# Championnat de Finlande de football 1979
Navigation
Saison précédente Saison suivante
La saison 1979 du Championnat de Finlande de football était la 50e édition de la première division finlandaise à poule unique, la Mestaruussarja. Les douze meilleurs clubs du pays jouent les uns contre les autres à deux reprises durant la saison, à domicile et à l'extérieur. À la fin de cette première phase, les 8 premiers se rencontrent une fois au sein de la poule pour le titre, tandis que les 4 derniers affrontent les 4 meilleurs clubs de D2 au sein d'une poule de promotion-relégation, qui voit les 4 premiers rejoindre l'élite.
L'OPS Oulu remporte le premier titre de champion de Finlande de son histoire en terminant en tête du classement de la poule pour le titre, avec un point d'avance sur le KuPS Kuopio et 6 sur le tenant du titre, le HJK Helsinki.

## Les 12 clubs participants
| - Ilves Tampere - Promu de Ykkonen - Pyrkivä Turku - KPV Kokkola - KPT Kuopio - Haka Valkeakoski - OPS Oulu | - HJK Helsinki - MiPK Mikkeli - KTP Kotka - Promu de Ykkonen - TPS Turku - KuPS Kuopio - Reipas Lahti |

## Compétition
Le barème de points servant à établir les classements se décompose ainsi :
- Victoire : 2 points
- Match nul : 1 point
- Défaite : 0 point

### Première phase
| Rang | Équipe           | Pts | J  | G  | N  | P  | Bp | Bc | Diff |
| ---- | ---------------- | --- | -- | -- | -- | -- | -- | -- | ---- |
| 1    | OPS Oulu         | 32  | 22 | 11 | 10 | 1  | 39 | 15 | +24  |
| 2    | KuPS Kuopio      | 29  | 22 | 12 | 5  | 5  | 38 | 25 | +13  |
| 3    | HJK Helsinki T   | 27  | 22 | 10 | 7  | 5  | 34 | 24 | +10  |
| 4    | Reipas Lahti     | 25  | 22 | 10 | 5  | 7  | 33 | 36 | -3   |
| 5    | KPT Kuopio       | 24  | 22 | 10 | 4  | 8  | 31 | 23 | +8   |
| 6    | TPS Turku        | 23  | 22 | 9  | 5  | 8  | 36 | 27 | +9   |
| 7    | Haka Valkeakoski | 22  | 22 | 9  | 4  | 9  | 48 | 42 | +6   |
| 8    | KTP Kotka P      | 20  | 22 | 8  | 4  | 10 | 27 | 44 | -17  |
| 9    | KPV Kokkola      | 17  | 22 | 5  | 7  | 10 | 25 | 27 | -2   |
| 10   | Ilves Tampere P  | 16  | 22 | 6  | 4  | 12 | 31 | 41 | -10  |
| 11   | Pyrkivä Turku    | 16  | 22 | 5  | 6  | 11 | 17 | 31 | -14  |
| 12   | MiPK Mikkeli     | 13  | 22 | 4  | 5  | 13 | 23 | 47 | -24  |

|  | Participation à la poule pour le titre              |
|  | Participation à la poule de promotion-relégation    |
|  | T Tenant du titre P Club promu de deuxième division |

### Seconde phase

#### Poule pour le titre
Les 8 équipes conservent l'ensemble des résultats acquis lors de la première phase.
| Rang | Équipe           | Pts | J  | G  | N  | P  | Bp | Bc | Diff |
| ---- | ---------------- | --- | -- | -- | -- | -- | -- | -- | ---- |
| 1    | OPS Oulu         | 41  | 29 | 15 | 11 | 3  | 53 | 25 | +28  |
| 2    | KuPS Kuopio      | 40  | 29 | 17 | 6  | 6  | 58 | 33 | +25  |
| 3    | HJK Helsinki T   | 35  | 29 | 14 | 7  | 8  | 48 | 36 | +12  |
| 4    | KPT Kuopio       | 33  | 29 | 13 | 7  | 9  | 47 | 33 | +14  |
| 5    | Reipas Lahti     | 32  | 29 | 12 | 8  | 9  | 46 | 49 | -3   |
| 6    | Haka Valkeakoski | 29  | 29 | 11 | 7  | 11 | 58 | 52 | +6   |
| 7    | TPS Turku        | 26  | 29 | 9  | 8  | 12 | 46 | 43 | +3   |
| 8    | KTP Kotka P      | 22  | 29 | 9  | 4  | 16 | 33 | 68 | -35  |

|  | Qualification pour la Coupe d'Europe des clubs champions 1980-1981 |
|  | Qualification pour la Coupe UEFA 1980-1981                         |
|  | T Tenant du titre P Club promu de deuxième division                |

#### Poule de promotion-relégation
Les 8 équipes reçoivent un bonus en fonction de leur classement en D1 ou D2. Les clubs d'Ykkonen sont indiqués en italique.
| Rang | Équipe                 | Pts | J | G | N | P | Bp | Bc | Diff |
| ---- | ---------------------- | --- | - | - | - | - | -- | -- | ---- |
| 1    | Ilves Tampere +3 C' P' | 14  | 7 | 4 | 3 | 0 | 16 | 5  | +11  |
| 2    | OTP Oulu +3            | 13  | 7 | 5 | 0 | 2 | 18 | 11 | +7   |
| 3    | KPV Kokkola +4         | 11  | 7 | 2 | 3 | 2 | 9  | 11 | -2   |
| 4    | Sepsi-78 Seinäjoki +2  | 10  | 7 | 2 | 4 | 1 | 8  | 5  | +3   |
| 5    | Pyrkivä Turku +2       | 9   | 7 | 2 | 3 | 2 | 9  | 8  | +1   |
| 6    | MP Mikkeli +4          | 8   | 7 | 2 | 0 | 5 | 7  | 11 | -4   |
| 7    | MiPK Mikkeli +1        | 7   | 7 | 2 | 2 | 3 | 7  | 14 | -7   |
| 8    | GrIFK Kauniainen +1    | 4   | 7 | 1 | 1 | 5 | 11 | 20 | -9   |

|  | Qualification pour la Coupe des Coupes 1980-1981                      |
|  | Promotion en Mestaruussarja                                           |
|  | Relégation en deuxième division                                       |
|  | C Vainqueur de la Coupe de Finlande P Club promu de deuxième division |

## Bilan de la saison
| Championnat de Finlande de football 1979                  |                      |
| Champion                                                  | OPS Oulu (1er titre) |
| Coupes et trophées                                        |                      |
| Vainqueur de la Coupe de Finlande 1979                    | Ilves Tampere        |
| Qualifications continentales                              |                      |
| Coupe d'Europe des clubs champions 1980-1981 Premier tour | OPS Oulu             |
| Coupe des Coupes 1980-1981 Premier tour                   | Ilves Tampere        |
| Coupe UEFA 1980-1981 Premier tour                         | KuPS Kuopio          |
| Promotions et relégations                                 |                      |
| Promus en Mestaruussarja                                  | Sepsi-78 Seinäjoki   |
| Promus en Mestaruussarja                                  | OTP Oulu             |
| Relégués en Ykkonen                                       | Pyrkivä Turku        |
| Relégués en Ykkonen                                       | MiPK Mikkeli         |